# Referendum piemontese sulla caccia
Il referendum piemontese sulla caccia è una consultazione referendaria abrogativa che ha causato una battaglia politica e giudiziaria, condotta in Piemonte nel 1987 e durata un arco di tempo di 25 anni, da alcune associazioni ambientaliste e animaliste che aveva come obiettivo la riforma, in senso riduttivo, della legge regionale sulla caccia vigente a quell'epoca. Nonostante lo sforzo compiuto dalle associazioni, il referendum non riuscì ad essere celebrato a causa della politica ostruzionistica avviata da diverse giunte regionali di differente colore politico e la battaglia nata nel 1987 all'insegna della tutela della fauna selvatica si è trasformata nel tempo in una lotta per i diritti civili.

## Storia
Il 4 febbraio 1987 la Corte Costituzionale dichiarava inammissibili due quesiti referendari nazionali (presentati in vista dei referendum abrogativi del 1987) relativi alla caccia lasciando al comitato promotore la possibilità di riproporre i quesiti a livello regionale.
In Piemonte, un comitato costituito da 15 associazioni ambientaliste ed animaliste (Associazione Radicale, Circolo Darwin, Circolo Nuclei Operativi Ecologici, Club Alpino Italiano – Commissione Tutela Ambiente Montano, Club Protezione Animali, Comitato regionale Democrazia Proletaria, Italia Nostra, Lega per l'Ambiente, Lega Antivivisezione, Lega Italiana Protezione Uccelli, Lista Verde, Lista Verde Civica, Pro Natura, Telefono Verde Piemonte, World Wildlife Fund) e rappresentato dai primi tre firmatari, Eupremio Malorzo, Piero Belletti e Giorgio Aimassi provvedeva nello stesso anno a raccogliere 60.000 firme necessarie alla richiesta di un referendum regionale che chiedeva l’abrogazione di alcune parti della normativa allora vigente in materia di caccia, nonostante alcune difficoltà burocratiche occorse nella raccolta delle adesioni risolte da un intervento diretto del Ministro dell'Interno Oscar Luigi Scalfaro.
Il quesito referendario non prevedeva la totale cancellazione dell’attività venatoria, in quanto era convinzione diffusa che questo avrebbe potuto impedire l’ammissibilità del quesito, essendo la caccia un’attività allora prevista dalla legislazione nazionale. Il quesito, tuttavia, mirava a ridimensionare in modo drastico la pratica venatoria in Piemonte. Esso, infatti, prevedeva il divieto di caccia a tutte le specie di uccelli e mammiferi presenti in Regione, con l’eccezione di lepre comune, fagiano, cinghiale e colino della Virginia (l’elenco delle specie oggetto di caccia ammontava a 41), il divieto di esercitare la caccia nelle giornate di domenica e su terreno coperto da neve.
Una analoga raccolta firme fu promossa anche in Emilia Romagna e in Lombardia, dove un furto di 25 mila firme vanificò gli sforzi del comitato promotore, mentre a Firenze, dove prevalsero i sì all’abolizione, il referendum si svolse in ambito cittadino.
Nel 1988 la Regione Piemonte guidata da Vittorio Beltrami dichiarò la richiesta ricevibile ed ammissibile; sarebbe stato il primo quesito referendario piemontese nella storia ma poco tempo dopo la Giunta approvò una nuova normativa regionale sull’attività venatoria e, conseguentemente, dichiarò la cessazione delle operazioni referendarie, essendo mutata la norma oggetto di consultazione, nonostante le pratiche ostruzionistiche dell’opposizione.
La nuova legge recepiva solo alcune delle richieste del quesito referendario: le specie cacciabili rimanevano 21, la caccia alla domenica veniva vietata ma solo fino alla seconda domenica di ottobre e il divieto di caccia su terreno innevato veniva demandato al calendario venatorio.
In quel momento i cacciatori presenti nella regione erano circa 70.000 e nell’anno successivo alla modifica della legge si ridussero del 20%.

## La battaglia giudiziaria
Il Comitato promotore del referendum impugnò il provvedimento, sostenendo che la legge non recepiva appieno le istanze referendarie. Prima davanti al TAR Piemonte, che si dichiarò incompetente a giudicare; poi attraverso tre gradi di giudizio davanti al Giudice ordinario. In primo grado, nel 1994 presso il Tribunale di Torino la domanda fu rigettata, mentre la Corte d’Appello di Torino la accolse nel 1995, annullando il D.P.G.R. che prevedeva il blocco delle operazioni referendarie, in quanto non era stata prevista una comparazione tra la nuova legge e quella precedente e non era stato quindi possibile valutare se le istanze dei promotori fossero state accolte o meno. In terzo grado nel 1999 la Corte di Cassazione rigettò il ricorso presentato dalla Regione Piemonte e, pertanto, la sentenza passò in giudicato. La Cassazione dispose anche il risarcimento da parte della Regione Piemonte dei danni subiti dalle associazioni componenti il comitato.
Intanto, la Regione Piemonte aveva nuovamente provveduto a modificare la normativa regionale in materia di caccia, eliminando, di fatto, gran parte delle limitazioni che erano state introdotte nel 1988. Infatti il numero delle specie cacciabili era stato innalzato a 29, era stato escluso ogni divieto di caccia alla domenica ed erano state confermate le deroghe al divieto di caccia sui terreni coperti da neve.
La Regione demandò alla propria Commissione Consultiva il compito di valutare se la nuova disciplina avesse o meno recepito le istanze referendarie. Questa concluse i propri lavori nel 2002 con esito positivo, nonostante la nuova normativa non accogliesse che una parte delle istanze referendarie. La Giunta guidata da Enzo Ghigo dichiarò così il definitivo annullamento della procedura referendaria abrogativa.
Il Comitato allora si rivolse al TAR Piemonte con due distinti ricorsi, ambedue respinti. Nel 2006 iniziò quindi un nuovo giudizio ordinario davanti al Tribunale di Torino per ottenere l’annullamento del D.P.G.R. n. 89/2002. Il 5 settembre 2008 il Tribunale accolse le istanze dei promotori e riconobbe il loro pieno diritto alla prosecuzione del processo referendario. Il 29 dicembre 2010 la Corte d’Appello di Torino respinse la domanda presentata in secondo grado dalla Regione Piemonte contro la sentenza e ribadì la legittimità della richiesta referendaria. La sentenza non venne ricorsa in Cassazione e passò pertanto in giudicato nel maggio successivo, ma la Regione continuò a non indire il referendum.
Con un ulteriore ricorso nel settembre 2011, il Comitato (costituito ora da ENPA, FAI, Italia Nostra, Lega per l'Abolizione della Caccia, LAV, Legambiente, LIPU, Pro Natura, WWF) si rivolse al TAR del Piemonte per ottenere l’ottemperanza al giudicato da parte della Regione e questi, il 25 gennaio 2012, ordinò al Presidente della Giunta Regionale Roberto Cota di fissare la data di svolgimento del referendum entro 15 giorni dalla notifica della sentenza, nominando, in caso di ulteriore inottemperanza, il Prefetto di Torino in qualità di Commissario ad acta.
Venne così stabilita la data per la consultazione, che avrebbe dovuto tenersi domenica 3 giugno 2012. Anche in questo caso, però, la Regione abrogò la legge regionale sulla caccia ad un mese dalla data prevista per lo svolgimento della consultazione e dichiarò la non procedibilità del referendum. Il presidente della Regione addusse motivi economici alla base della decisione e venne sostenuto da un nuovo parere favorevole della commissione di garanzia. Venendo a mancare una normativa regionale in materia di caccia, entrò in vigore su tutto il territorio piemontese la normativa nazionale, più permissiva per il mondo venatorio rispetto alla LR 70/1996. Infatti, le specie cacciabili aumentavano a 50, veniva permessa la caccia nelle giornate di domenica e su terreni coperti di neve, veniva ammessa la caccia nelle Alpi e per l’attuazione della caccia di selezione agli ungulati.
Il 16 maggio il Comitato presentò un nuovo ricorso al TAR del Piemonte, in cui ribadì la richiesta di sospensione del D.P.G.R. di cancellazione del referendum e il regolare svolgimento della procedura referendaria, organizzando a supporto una manifestazione nel giorno in cui avrebbe dovuto tenersi la consultazione alla quale aderirono anche il costituzionalista Gustavo Zagrebelsky, Jacopo Fo, Margherita Hack, Beppe Grillo e Michela Vittoria Brambilla, ma il tribunale rigettò il ricorso.

## Conseguenze
La battaglia giuridica condotta dal Comitato ha portato il TAR a ritardare e limitare l’inizio della stagione venatoria negli autunni successivi.
La giunta subentrata nel 2015 in seguito allo scioglimento anticipato della giunta Cota ha gestito con calendari venatori appositi le stagioni successive e alla fine del 2015 ha portato in aula un disegno di legge sulla caccia. Il disegno non riporta un elenco di specie cacciabili, ma fa riferimento a quello della legge nazionale 157/1992 dove le specie cacciabili sono 47, cui occorre sottrarre le 15 attualmente protette in Piemonte. Consente inoltre la caccia domenicale e quella su terreni innevati.
Nella stagione venatoria 2017/18 le specie cacciabili in Piemonte sono state 28.
I promotori del comitato hanno già annunciato possibili ulteriori ricorsi giuridici nel caso in cui la nuova legge non rispettasse le istanze referendarie.
Il 12 giugno 2018 il Consiglio regionale del Piemonte ha approvato la nuova legge regionale sulla caccia.